# Birgitta Johansson (politiker)
Birgitta Kristina Johansson, född Eriksson 14 februari 1943 i Norra Fågelås församling i Skaraborgs län, död 25 augusti 2021 i Tidaholm, var en tidigare metallarbetare och socialdemokratisk politiker från Tidaholm. Johansson var riksdagsledamot 1976–1998, invald av Skaraborgs läns valkrets. Hon har främst varit aktiv i näringsutskottet där hon var suppleant 1979–1985, ledamot 1985–1992, vice ordförande 1992–1994 och ordförande 1994–1998. Hon har även varit suppleant i lagutskottet och socialförsäkringsutskottet samt ledamot i Krigsdelegationen och riksdagens valberedning.